# Артур (телесеріал)
«Артур» (англ. Arthur) — канадсько-американський анімаційний освітній телесеріал для дітей віком 4—8 років. Перший епізод вийшов 2 вересня 1996 року на каналі PBS Kids, де став одним із найрейтинговіших шоу.
Мультсеріал заснований на серії дитячих книг «Пригоди Артура», що написані та проілюстровані Марком Брауном. Події мультфільму відбуваються у вигаданому американському місті Елвуд Сіті, головні герої — 8-річний Артур Рід та людиноподібний мурахоїд.
«Артур» — другий за тривалістю американський анімаційний телесеріал (після «Сімпсонів») та найтриваліший серед дитячих анімаційних телесеріалів, який планується знімати до завершення 25 сезону.
У грудні 2003 року, як частина 8 сезону, вийшов пілотний епізод спін-оффа «Листівки від Бастера» (англ. Postcards from Buster), що йшов 11 жовтня 2004 — 24 лютого 2012 року (з перервами).

## У головних ролях
| Актори         | Персонажі                          | Роки      | Кількість епізодів |
| -------------- | ---------------------------------- | --------- | ------------------ |
| Джей Ті Тернер | оповідач                           | 1996—2015 | 213                |
| Мелісса Альтро | Маффі Кроссвер, Мері Еліс Кроссвер | 1996—2015 | 152                |
| Деніел Брошу   | Бастер Бекстер                     | 1996—2015 | 142                |
| Джоді Рестер   | Франсін Еліс Френскі               | 1996—2016 | 141                |
| Брюс Дінсмор   | Бінкі Барнс, Девід Рід             | 1996—2016 | 140                |
| Артур Голден   | Ніґель Ретберн                     | 1996—2016 | 140                |
| Соня Болл      | Джейн Рід                          | 1996—2015 | 104                |